# Ataques a Vínnitsa

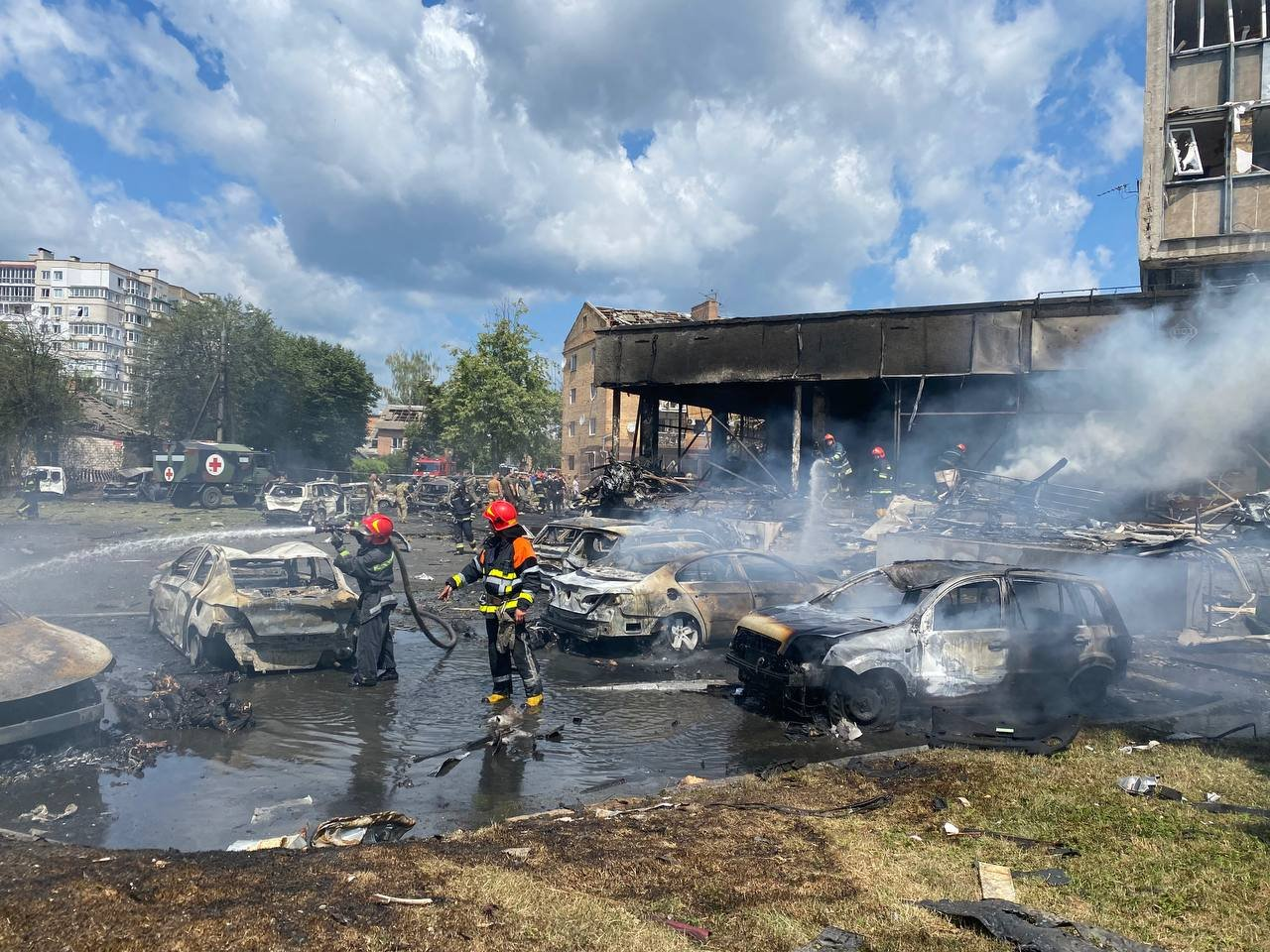
Consecuencias del impacto del segundo cohete cerca del centro médico "Neuromed" el 14 de julio de 2022

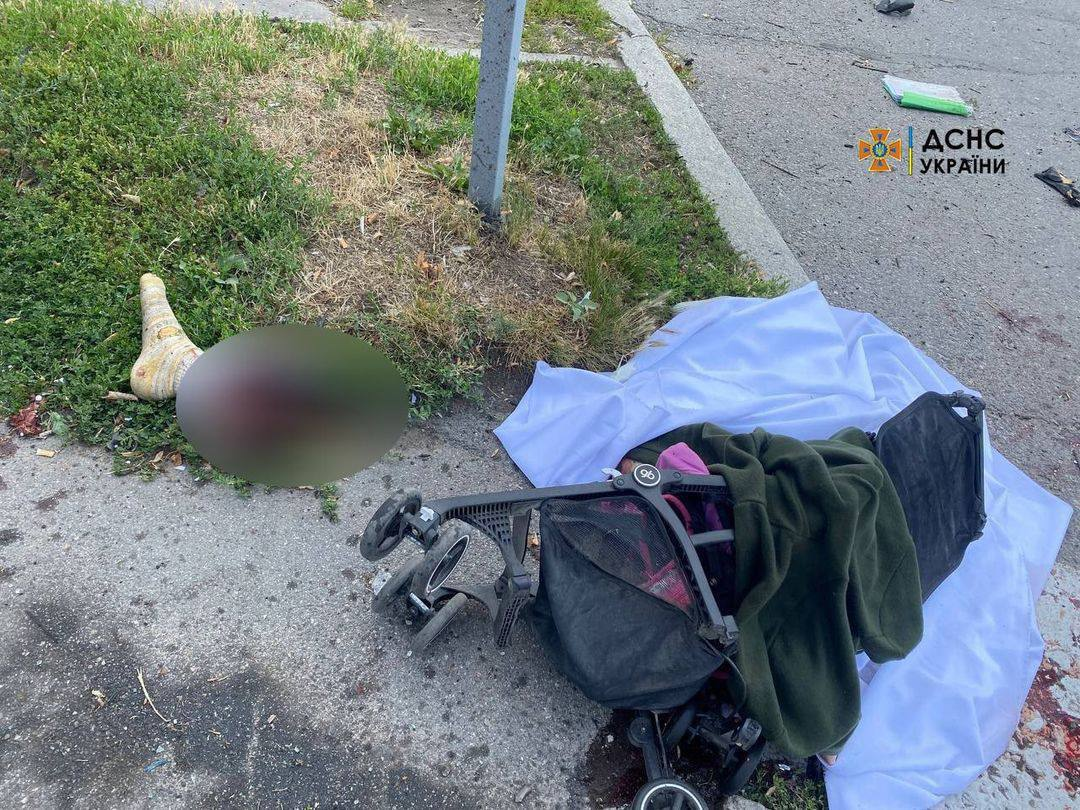
El pie de un adulto arrancado por una explosión junto a un cochecito de bebé

Los ataques a Vínnitsa sucedieron cuando varios ataques con misiles fueron lanzados por el ejército ruso a objetivos en Vínnitsa, Ucrania, durante la invasión rusa de Ucrania de 2022.

## Ataques
El 6 de marzo de 2022, las fuerzas rusas lanzaron ataques con misiles contra el Aeropuerto Internacional Havryshivka Vínnitsa. Según el presidente Volodímir Zelenski, 8 misiles lanzados por Rusia destruyeron la infraestructura del aeropuerto de Vínnitsa ubicado en el centro de Ucrania. Diez personas murieron en el ataque y seis resultaron heridas.
El 16 de marzo de 2022, la torre de televisión de Vínnitsa fue alcanzada por el fuego de misiles rusos, derribando las instalaciones de transmisión de la ciudad.
El 25 de marzo de 2022, las fuerzas rusas lanzaron un ataque aéreo contra el centro de comando de la Fuerza Aérea de Ucrania, que se encuentra en Vínnitsa, Ucrania. El ataque aéreo consistió en seis misiles de crucero, que causaron una destrucción significativa a la infraestructura.

### Julio
Aproximadamente a las 10:10 a. m. del 14 de julio de 2022, sonó una alarma de ataque aéreo en la ciudad, y a las 10:42 se produjeron tres explosiones.Según las autoridades ucranianas, las Fuerzas Armadas rusas dispararon cinco misiles de crucero Kalibr desde un submarino en el Mar Negro. Dos de los misiles fueron derribados pero los otros tres alcanzaron Vínnitsa. Fueron alcanzados varios edificios, incluidos un centro médico, oficinas, tiendas y edificios residenciales. Murieron al menos 24 personas (incluidos tres niños) y otras 197 fueron heridas.
El Ministerio de Defensa de Rusia afirmó que los misiles se dirigieron a la Casa de Oficiales, donde "se estaba llevando a cabo una reunión del comando de la Fuerza Aérea de Ucrania con representantes de proveedores de armas extranjeros". Según la misma fuente, la mayoría de los participantes de la reunión murió.La Fuerza Aérea ucraniana reconoció la muerte en el ataque de dos coroneles y otro oficial.

#### Reacciones
Los funcionarios locales afirmaron que, dada la alta precisión de los misiles Kalibr, los rusos los apuntaron deliberadamente contra civiles. El ataque fue calificado de crimen de guerra por el gobierno ucraniano  y por varios medios de comunicación occidentales.
El presidente ucraniano, Volodímir Zelenski, escribió en su canal de Telegram: "Vinnytsia. Ataques con misiles en el centro de la ciudad. Hay heridos y muertos, entre ellos un niño pequeño. Todos los días, Rusia destruye a la población civil, mata a niños ucranianos, lanza cohetes contra objetos civiles. . Donde no hay nada militar. ¿Qué es esto sino un ataque terrorista abierto? Inhumano. País de asesinos. País de terroristas".